# 宜良站

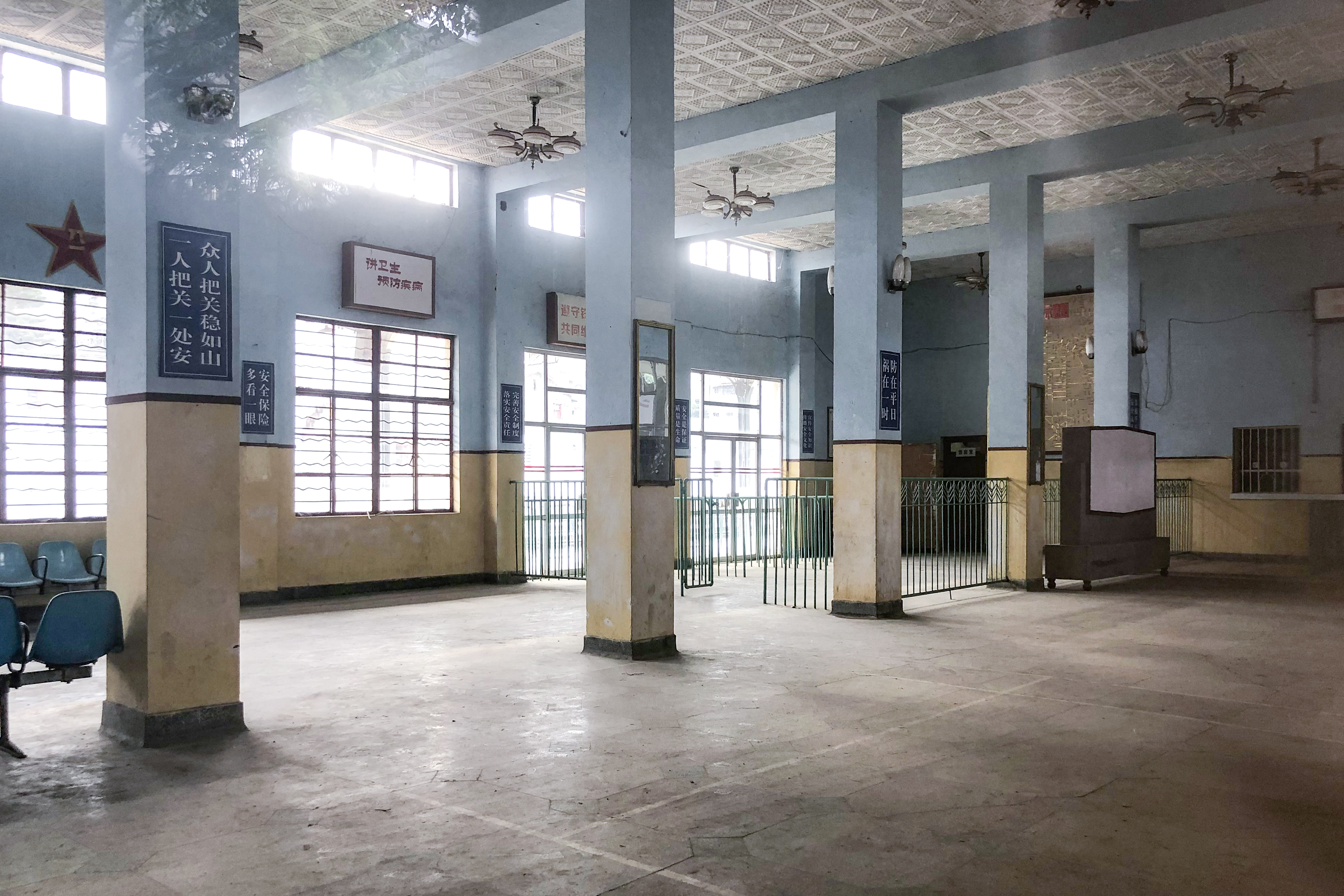
候车室

宜良站是位于云南省昆明市宜良县匡远街道的一个铁路车站，有昆河铁路经过，距离昆明北站70公里，邮政编码652100。车站隶属昆明铁路局开远车务段，是三等站，现不办理正式客运，货运仅办理路用货物发送、到达。
车站建于1910年，1986年重建站房，面积1788平方米。宜良站附近曾驻有开远铁路分局宜良地区办事处，宜良车务、机务、工务、电务段等:266。原宜良机务段现为昆明机务段宜良运用车间，机内有机车加油设备以及机车转盘一台。此外站内设置一股救援线，救援线常备一组米轨救援车组（包括一台NZS631型铁路起重机和若干辆T30J型米轨救援用特种车与若干辆P30J型米轨救援棚车，以及一辆米轨凹底平车。